# 480th Intelligence, Surveillance and Reconnaissance Wing
Il 480th Intelligence, Surveillance and Reconnaissance Wing è uno stormo crittologico dell'Air Combat Command, inquadrato nella Twenty-Fifth Air Force. Il suo quartier generale è situato presso la Joint Base Langley-Eustis, in Virginia.

## Organizzazione
Attualmente, al maggio 2017, lo stormo controlla:
- 480th Intelligence, Surveillance and Reconnaissance Group, Fort Gordon, Georgia
  -  3rd Intelligence Squadron
  -  31st Intelligence Squadron
- 497th Intelligence, Surveillance and Reconnaissance Group DGS-1
  -  30th Intelligence Squadron
  -  10th Intelligence Squadron
  -  45th Intelligence Squadron
  - 497th Operations Support Squadron
- 548th Intelligence, Surveillance and Reconnaissance Group DGS-2, Beale Air Force Base, California
  -  9th Intelligence Squadron
  -  13th Intelligence Squadron
  -  48th Intelligence Squadron
  - 548th Operations Support Squadron
  - Detachment 1, 548th ISR Group, Davis-Monthan Air Force Base, Arizona
- 692nd Intelligence, Surveillance and Reconnaissance Group DGS-5, Joint Base Pearl Harbor-Hickam, Hawaii
  -  8th Intelligence Squadron
  -  324th Intelligence Squadron
  -  392d Intelligence Squadron
  - 792d Intelligence Support Squadron
- 693rd Intelligence, Surveillance and Reconnaissance Group DGS-4, Ramstein Air Base, Germania
  -  450th Intelligence Squadron
  -  24th Intelligence Squadron
  -  402d Intelligence Squadron
  - 693rd Intelligence Support Squadron
  -  485th Intelligence Squadron, distaccato presso Mainz-Kastel, Germania
- 694th Intelligence, Surveillance and Reconnaissance Group DGS-3, Osan Air Base, Corea del Sud
  -  6th Intelligence Squadron
  -  303rd Intelligence Squadron
  - 694th Intelligence Support Squadron